# Poitevin (paard)

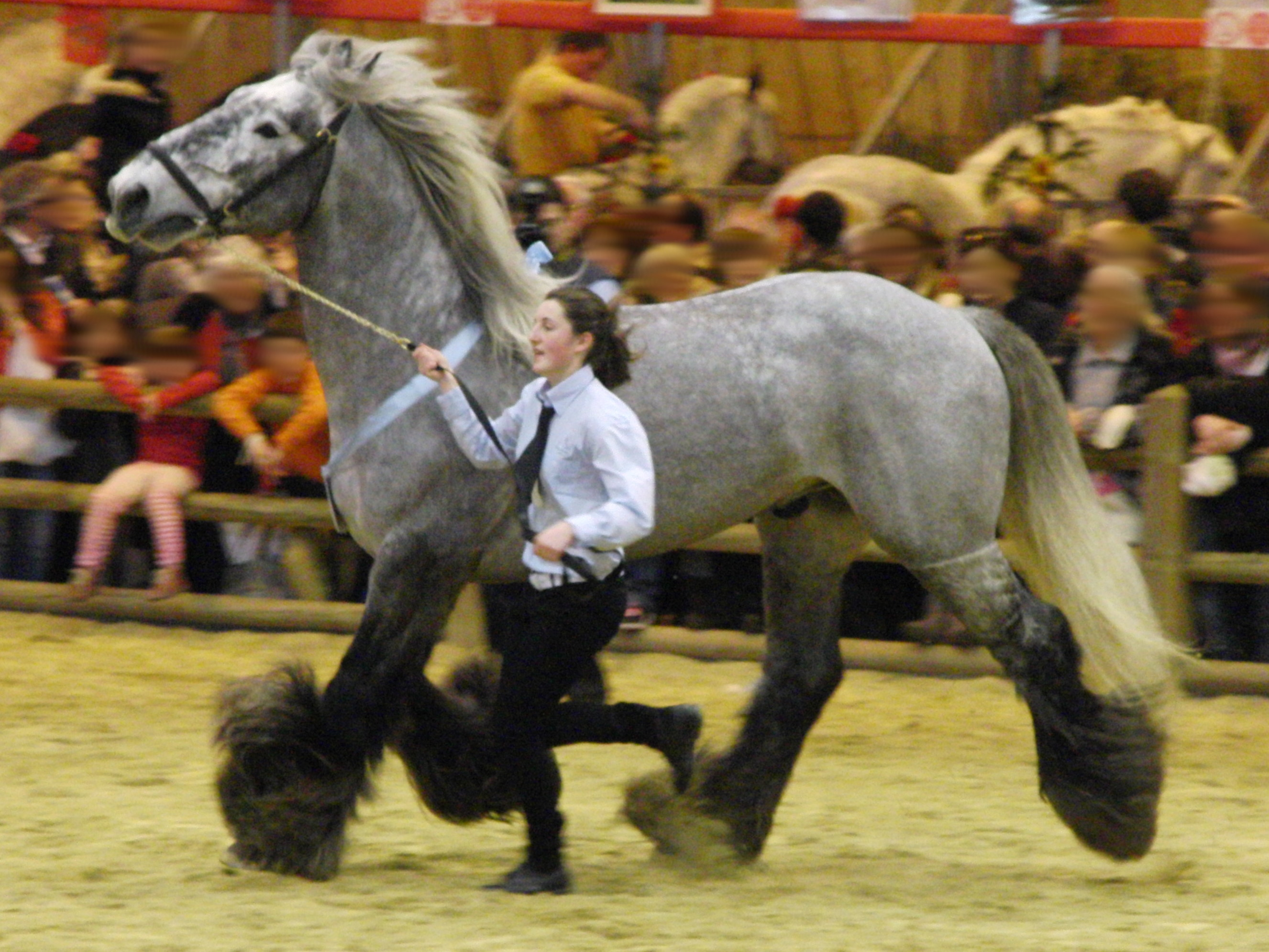
Poitevin in draf

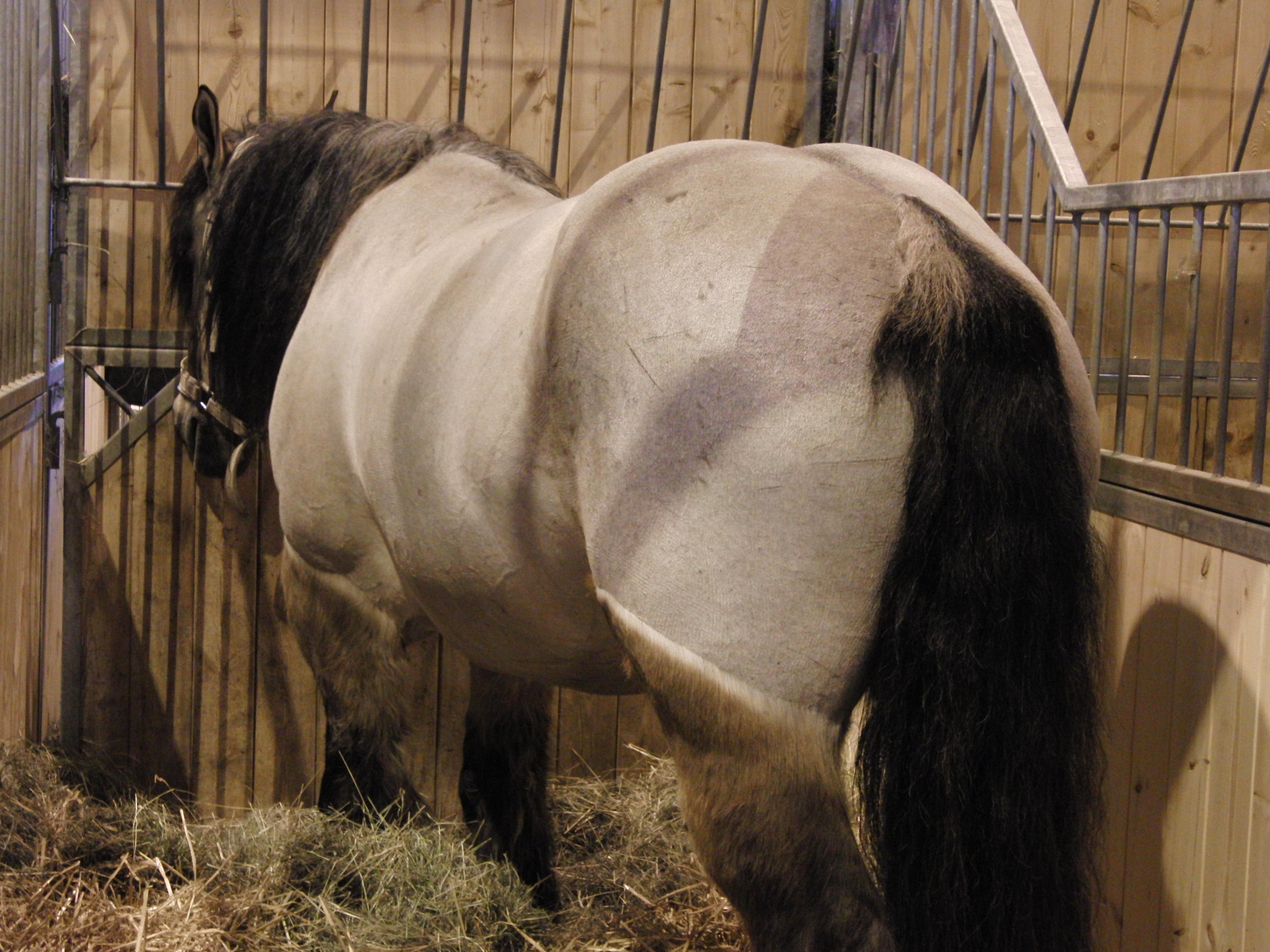
Geschoren poitevin met aalstreep

De poitevin is een sierlijk koudbloedras uit de landstreek Poitou in de omgeving van Poitiers in Frankrijk. Het paardenras werd veel gebruikt voor het fokken van muildieren en dankt hieraan zijn Franse naam poitevin mulassier. Tegenwoordig is dit ras zeldzaam en staat het op de lijst van bedreigde huisdierrassen.

## Raskenmerken
De poitevin is een elegant rechthoekig koudbloedpaard met een groot hoofd en een lichte ramsneus. De oren zijn stevig en niet erg beweeglijk. De neusvleugels zijn wijd. De stokmaat ligt tussen de 160 en 175 centimeter. Het paard heeft een lange en krachtige hals die op een vrij steile schouder staat. De borst is breed en diep. De schoft is weinig geprononceerd en loopt uit in een lange vlakke rug. De ribben zijn tamelijk vlak. De achterhand toont een aflopend kruis met laag aangezette staart. Het beenwerk is krachtig met rijkelijk behang. De hoeven zijn zeer breed en plat zoals dat bij meerdere rassen uit gebieden met moerassen en drassige gronden te zien is.
Als vachtkleuren ziet men naast algemeen voorkomende kleuren ook meerdere varianten van de wildkleur zoals grijzen, muiskleurigen, bruinen en roodachtigen met aalstreep. Ook de isabelkleur treft men aan. Witte aftekeningen zijn zeer zeldzaam.
De levensduur is lang: het paard kan meer dan twintig jaar als werkpaard gebruikt worden.

## Karakter
Het is een rustig en intelligent paard dat graag met mensen samenwerkt waardoor het op meerdere manieren te gebruiken is, zowel in het tuig als onder het zadel. Hoewel het paard soms onverstoorbaar lijkt, is het wel oplettend en energiek. Een matig uithoudingsvermogen kan door voldoende training op peil gebracht worden.

## Gebruik
Tegenwoordig wordt de poitevin gebruikt als een elegant trekpaard voor zware koetsen, als rustig en betrouwbaar rijpaard, voor hippotherapie en als sleeppaard in de bosbouw. Het ras werd in het verleden voornamelijk gebruikt in de landbouw en voor het fokken van muildieren, waarbij de merries gekruist werden met poitou-ezels. In beperkte mate had het paard de laatste jaren nog economische waarde als leverancier van paardenvlees, hetgeen het ras voor uitsterven heeft kunnen behoeden.

## Geschiedenis
In 1599 kregen Nederlandse deskundigen opdracht van de Franse koning Hendrik IV om drassige gebieden in de provincie Poitou (nu departement Vendée) droog te leggen. Deze Nederlanders brachten eigen paarden mee, zoals het Fries paard en het Zeeuws trekpaard. Hengsten van deze rassen werden gekruist met lokale merries. Zo ontstond een ras dat 'poitiers' genoemd werd.
Het stamboek voor de poitevin werd opgericht in 1884 en registreert in verschillende lijsten zowel de afstamming van de paarden als van de muildieren (mule poitevine). Vanaf 1922 werd het een 'gesloten stamboek' dat geen vreemd bloed meer toelaat en raszuivere fokkerij bedrijft op basis van vachtkleuren en prestaties.
Door de ontwikkeling van de landbouwmechanisatie in het midden van de twintigste eeuw liep ook in Poitou de belangstelling in de paardentractie sterk terug, waardoor het ras op het punt van uitsterven belandde. Genetisch onderzoek van het bestand, dat in 1994 uit ongeveer 250 exemplaren bestond, heeft uitgewezen dat deze alle terug te voeren waren tot een enkele dekhengst, de hengst Québec, die in 1960 geboren werd. Hoewel het aantal veulens de laatste jaren gestegen is, blijft het een zeldzaam en bedreigd paardenras.

## Afbeeldingen

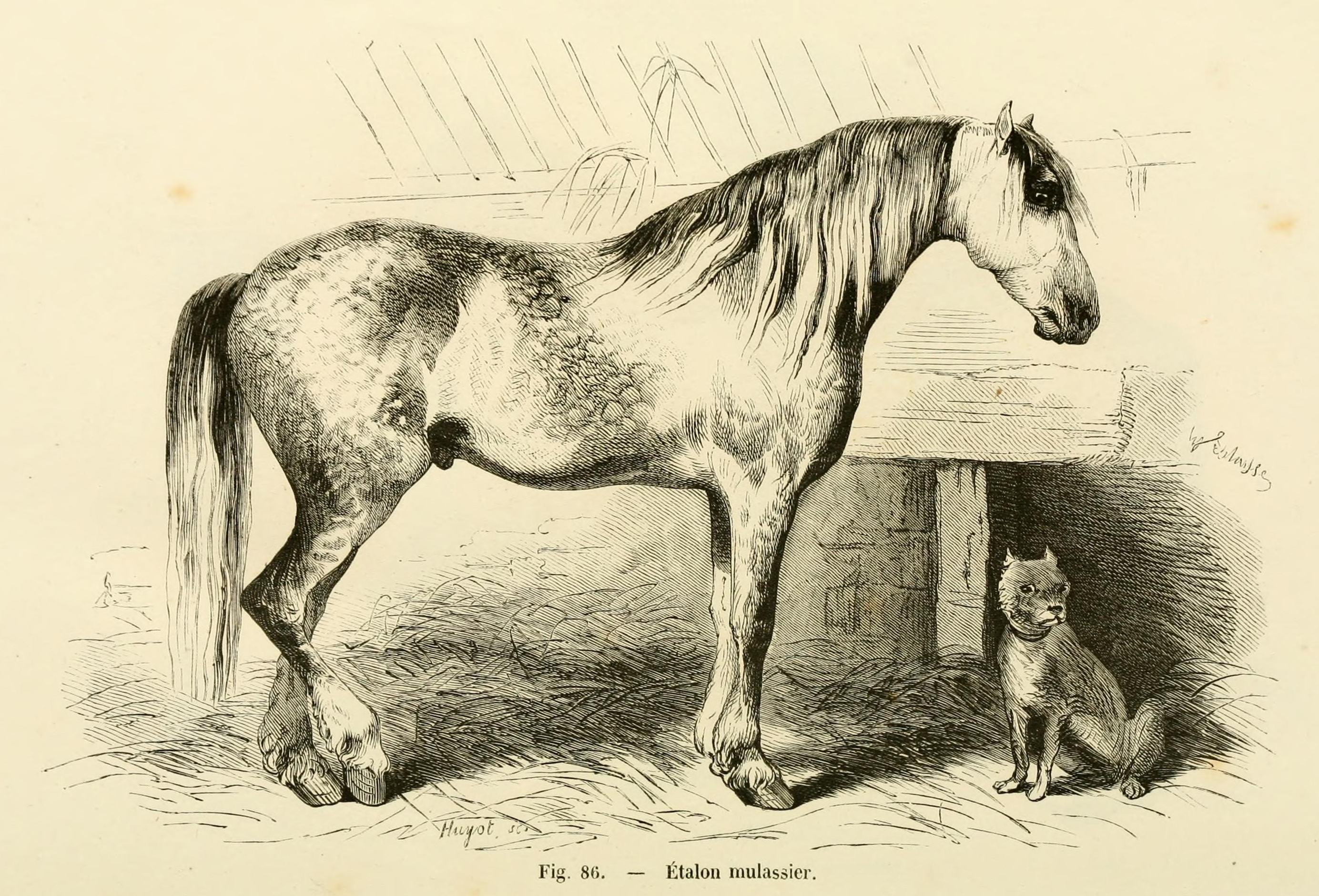
Poitevin, ca. 1877
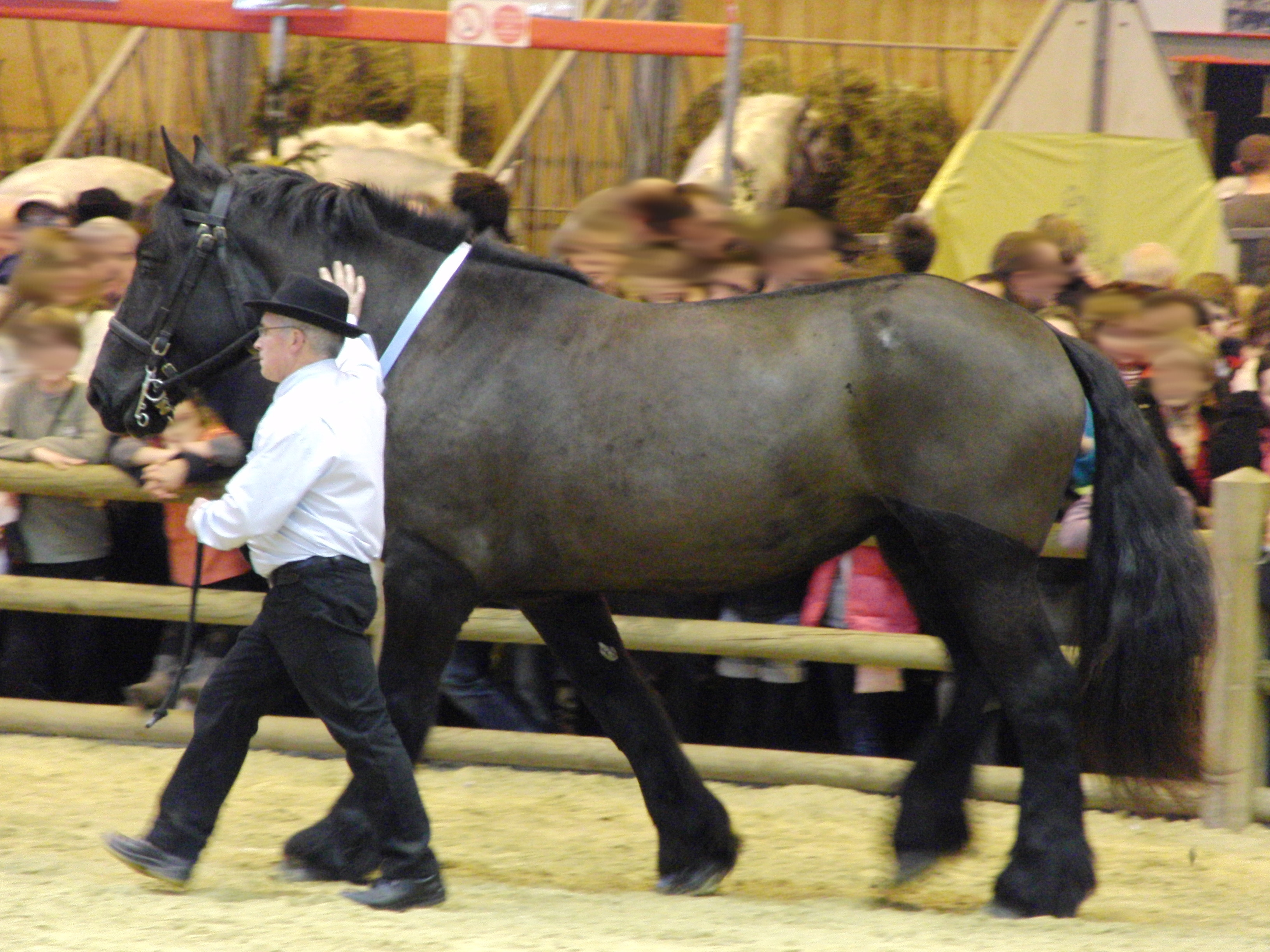
Poitevin mulassier
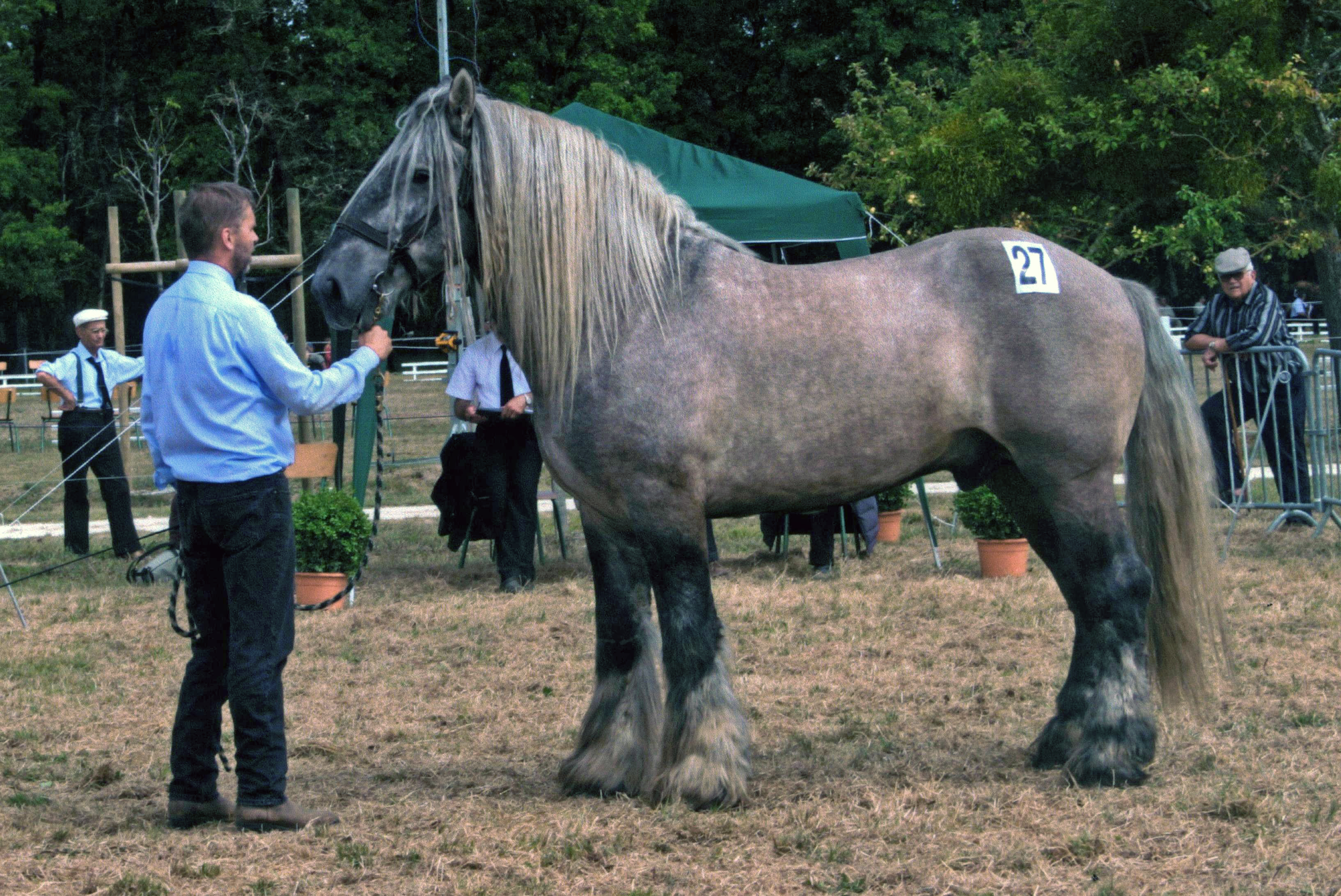
Poitevin mulassier
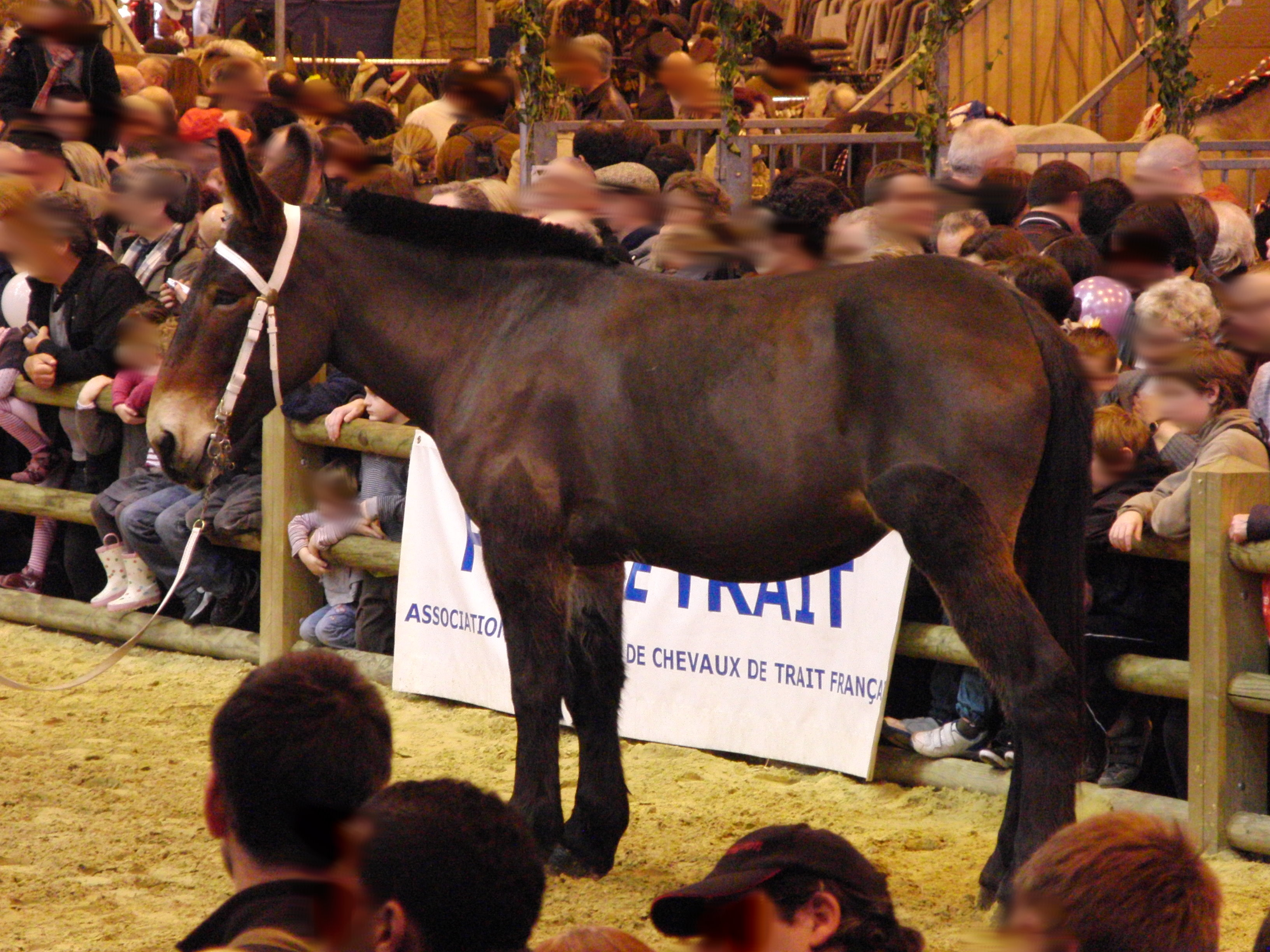
Muildier poitevine